# Listă de conducători de stat din 754
750 - 751 - 752 - 753 - 754 - 755 - 756 - 757 - 758
Aceasta este o listă a conducătorilor de stat din anul 754:

## Europa
- Anglia, statul anglo-saxon Northumbria: Eadberht (rege, 737-757)
- Anglia, statul anglo-saxon East Anglia: Beonna, Hun și Alberht (regi, 749-?) (?)
- Anglia, statul anglo-saxon Essex: Swithred (rege, 746-cca. 758)
- Anglia, statul anglo-saxon Kent: Ethelberht al II-lea (rege, 725-762) și Eadherht (rege, 725-după 762)
- Anglia, statul anglo-saxon Mercia: Ethelbald (rege, 716-757)
- Anglia, statul anglo-saxon Wessex: Cuthred (rege, 740-756)
- Asturia: Alfonso I (rege, 739-757)
- Bavaria: Tassilo al III-lea (duce din dinastia Agilolfingilor, 749-788)
- Benevento: Liutprand (duce, 749-758)
- Bizanț: Constantin al V-lea Copronimul (împărat din dinastia Isauriană, 741-775)
- Bulgaria: Sevar (han, 738-753/754) și Vineh (han, 753/754-760)
- Francii: Pepin_cel_Scurt (rege din dinastia Carolingiană, 751/752-768)
- Friuli: Petru (duce, 751-774)
- Gruzia, statul Khartlia (Iberia): Adarnase al III-lea (suveran, cca. 748-760)
- Longobarzii: Aistulf (Aistolf) (rege, 749-756; anterior, duce de Friuli, 744-749; ulterior, duce de Spoleto, 752-756)
- Neapole: Grigore I (duce bizantin, 739/740-754/755) și Ștefan al II-lea (duce, 754/755-766/767)
- Scoția, statul picților: Oengus (Onuist) I (rege, 728, 729-761)
- Scoția, statul celt Dalriada: Aed Finn (rege, 748-778)
- Spoleto: Aistulf (duce, 752-756; anterior, duce de Friuli, 744-749; totodată, rege al longobarzilor, 749-756)
- Statul papal: Ștefan al II-lea (sau al III-lea) (papă, 752-757)
- Veneția: Deusdedit (doge, 742-755; anterior, magister militum, 739)

## Asia

### Orientul Apropiat
- Bizanț: Constantin al V-lea Copronimul (împărat din dinastia Isauriană, 741-775)
- Califatul abbasid: Abu'l-Abbas as-Saffah ibn Muhammad (calif din dinastia Abbasizilor, 749-754) și Abu Djafar Abdallah al-Mansur ibn Muhammad (calif din dinastia Abbasizilor, 754-775)

### Orientul Îndepărtat
- Cambodgea, statul Tjampa: Rudravarman al II-lea (rege din a patra dinastie, după 749-758?)
- China: Huanzong (împărat din dinastia Tang, 712-756)
- Coreea, statul Silla: Kyongdok (Hong-yong) (rege din dinastia Kim, 742-765)
- India, statul Chalukya: Kirtivarman al II-lea (rege, 744/745-753/760)
- India, statul Chalukya răsăriteană: Vijayaditya I (Bhattaraka) (rege, 746-764)
- India, statul Gurjara Pratihara: Nagabhata I (rege, cca. 730-cca. 756)
- India, statul Pallava: Nandivarman al II-lea Pallavamalla (Nandipotavarman) (rege din a treia dinastie, 731-795)
- India, statul Raștrakuților: Dantidurga (Dantivarman al II-lea) (rege, 733-cca. 758)
- Kashmir: Jayapida (sau Vinayaditya) (rege din dinastia Karkota, 751-782)
- Japonia: Koken (împărăteasă, 749-758)
- Nepal: Narendradeva al II-lea (rege din dinastia Thakuri, cca. 740-777)
- Sri Lanka: Aggabodhi al VI-lea Silamegha (rege din dinastia Silakala, 719-759)
- Tibet: Mes-ag-ts'oms (chos-rgyal, 704-754/755)